# Spirostreptus contemptus
Spirostreptus contemptus är en mångfotingart som beskrevs av Karsch 1881. Spirostreptus contemptus ingår i släktet Spirostreptus och familjen Spirostreptidae. Inga underarter finns listade i Catalogue of Life.